# 프로크루스테스의 침대
프로크루스테스의 침대는 나심 니컬러스 탈레브가 경구 모음집 양식으로 써낸 철학 서적이다. 랜덤하우스에서 2010년 11월 30일에 초판을 발행했다. 재판은 2016년 10월 26일에 발행되었는데 분량이 2010년판보다 50%가 늘었다. 저자에 따르면 본서는 "너드스러움, 속물근성(en:philistinism), 허위(phoniness) 따위의 현대적인 질병과 이에 맞서는 용기, 우아, 박식(en:erudition) 따위의 고전적인 가치를 대조한다." 제목은 자신의 침대의 길이에 맞을 때까지 여행자의 사지를 늘리거나 자른 그리스 신화의 인물 프로크루스테스를 의미한다.
본 저서는 안티프래질 (2012), 블랙 스완 (2007–2010), 행운에 속지 마라 (2001), 프로크루스테스의 침대 (2010–2016), 스킨 인 더 게임 (2018)으로 구성된 다섯 권의 불확실성에 대한 철학 에세이 인세르토(Incerto) 시리즈에 속해있다.

## 주요 경구
- 바보가 "시간 낭비"라고 부르는 것은 무엇보다도 최고의 투자일 가능성이 높다.
- 영웅적인 정신이 없는 남자는 30세에 죽어가기 시작한다.
- 로마 제국, 오스만 제국의 노예와 오늘날의 노동자 사이의 차이는 노예는 주인에게 아첨할 필요가 없었다는 것이다.
- 너는 네가 거부한 돈이 네가 받아들인 돈보다 더 매력적으로 느껴질 때에, 그러할 때에만 부유하다.
- 현대성: 우리는 영웅심이 없는 청소년기를, 지혜가 없는 나이들기를, 장엄함이 없는 삶을 만들어냈다.
- 어떤 사람이 얼마나 재미없는지 설명하고 싶다면, 그에게 무엇에 흥미있는지 물어보라.
- 지연행동은 함정에서 빠져나오고자 할 때 유용하다.
- 효과적인 선제조치는 시적이고, 고상하고, 힘차고 진취적인 삶에 있어 주요한 장애물이다.
- 고용은 체계 속의 노예제도라고 생각하지 않는 사람들은 눈이 멀었거나 고용된 사람들이다.
- 사람들은 태어나서 상자 속에 놓이며, 상자 안에서 살아가기 위해 집으로 향하고, 상자에 체크 표시를 하면서 공부하며, 칸막이 방에서 앉는 상자 속에서 "일"이라고 부르는 것으로 향하고, 상자 속의 음식을 사기 위해 상자 속의 잡화점으로 차를 몰고 가며, "상자 바깥"을 생각하는 것에 대해 이야기한다. 그리고 죽으면 상자 안에 놓인다.
- 좋은 격언은 대화를 시작하지 않고도 결론을 내릴 수 있게 해준다.